# كوندرويتين

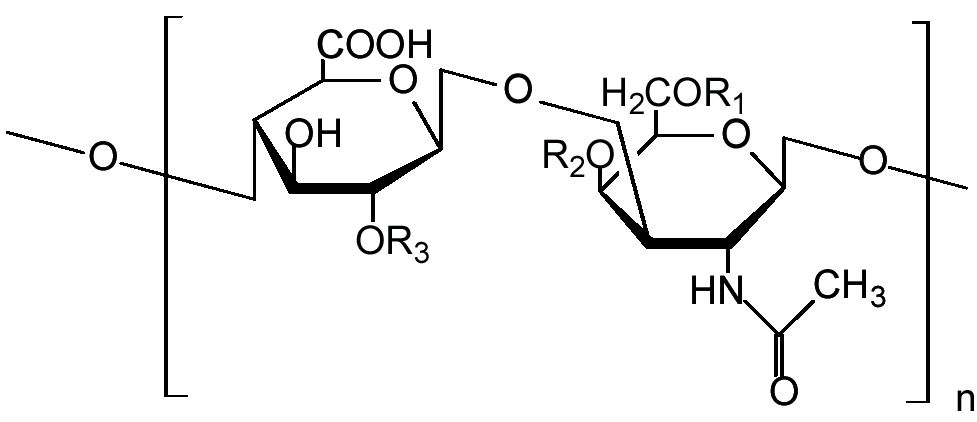

كوندرويتين (بالإنجليزية: Chondroitin)‏ هو غليكوز أمينوغليكان مشتق من الكوندرين.
من أنواع الكوندرويتين المتوفرة:
- سلفات الكوندرويتين
- سلفات الدرماتان